# Bassan
Bassan este o comună în departamentul Hérault din sudul Franței. În 2009 avea o populație de 1.607 de locuitori.

## Evoluția populației
| An        | 1975 | 1982  | 1990  | 1999  | 2006  | 2009  |
| --------- | ---- | ----- | ----- | ----- | ----- | ----- |
| Populație | 802  | 1.097 | 1.353 | 1.454 | 1.537 | 1.607 |